# Lijst van premiers van Zuid-Afrika
Hieronder staat een chronologische lijst van premiers van Zuid-Afrika.

## Premiers van Zuid-Afrika (1910-1984)
| Persoon | Persoon                                | Ambtstermijn                         | Partij |
| ------- | -------------------------------------- | ------------------------------------ | ------ |
|         | Louis Botha (1862-1919)                | 31 mei 1910 - 27 augustus 1919       | SAP    |
|         | Jan Christian Smuts (1x) (1870-1950)   | 3 september 1919 - 30 juni 1924      | SAP    |
|         | James Barry Munnik Hertzog (1866-1942) | 30 juni 1924 - 5 september 1939      | NP; VP |
|         | Jan Christian Smuts (2x) (1870-1950)   | 5 september 1939 - 4 juni 1948       | VP     |
|         | Daniël François Malan (1874-1959)      | 4 juni 1948 - 30 november 1954       | NP     |
|         | Nicolaas Havenga (1882-1957)           | 1954                                 | NP     |
|         | Johannes Strijdom (1893-1958)          | 30 november 1954 - 24 augustus 1958  | NP     |
|         | Charles Swart (1894-1982)              | aug. 1958 - sept. 1958               | NP     |
|         | Hendrik Verwoerd (1901-1966)           | 2 september 1958 - 6 september 1966  | NP     |
|         | Theophilus Dönges (1898-1968)          | 6 september 1966 - 13 september 1966 | NP     |
|         | Balthazar Johannes Vorster (1915-1983) | 13 september 1966 - 2 oktober 1978   | NP     |
|         | Pieter Willem Botha (1916-2006)        | 9 oktober 1978 - 14 september 1984   | NP     |